# Gaston Bussière (peintre)
Pour les articles homonymes, voir Gaston Bussière (homonymie) et Bussière.
Gaston Bussière est un peintre et illustrateur français né à Cuisery (Saône-et-Loire) le 24 avril 1862 et mort à Saulieu (Côte-d'Or) le 29 octobre 1928.
Il est représentatif du mouvement du symbolisme

## Biographie
Gaston Bussière naît à Cuisery le 24 avril 1862. Son père Victor Bussière (1836-1905), est peintre-décorateur, et sa sœur Marguerite Petitpierre (1875-1961) est également peintre. Il étudie à l'École des beaux-arts de Lyon avant d'entrer à l'École des beaux-arts de Paris dans l'atelier d'Alexandre Cabanel puis de Pierre Puvis de Chavannes. En 1884, il remporte le prix Marie Bashkirtseff et expose au Salon dès 1885.
Proche de Gustave Moreau, il trouve une source d'inspiration chez Hector Berlioz (La Damnation de Faust) mais aussi William Shakespeare et Richard Wagner. Il réalise les illustrations pour  Splendeurs et misères des courtisanes d'Honoré de Balzac paru en 1897, Émaux et camées, de Théophile Gautier, ainsi que Salomé d'Oscar Wilde.
Il a également illustré des œuvres de Gustave Flaubert et collaboré à la revue Le Monde moderne.
Un temps proche de Joséphin Peladan, fondateur de l'ordre mystique du temple de la rose-croix, Bussière expose ses œuvres au Salon de la Rose-Croix entre 1893 et 1895.
Le musée des Ursulines à Mâcon conserve un ensemble de ses œuvres.

En 2008 et 2009, le musée des Ursulines de Mâcon a consacré deux expositions à cette famille de peintres-décorateurs.
Deux catalogues d'exposition ont été édités à cette occasion : 
Marie Lapalus (dir.), Benoît Mahuet, Jean-Pascal Bispo, ''Les Bussière, peintres-décorateurs : Victor, Gaston, Emile, Marguerite'', cat. expo, Mâcon, Musée des Ursulines (18 octobre 2008 - 1er février 2009), Mâcon, Musées de Mâcon, 2008, 80 p. 
Marie Lapalus (dir.), Benoît Mahuet, ''Gaston Bussière (1862 - 1928)'', cat. expo, Mâcon, Musée des Ursulines, (24 octobre 2009 - 24 janvier 2010), Mâcon, Musées de Mâcon, 2009, 158 p.

Œuvres de Gaston Bussière
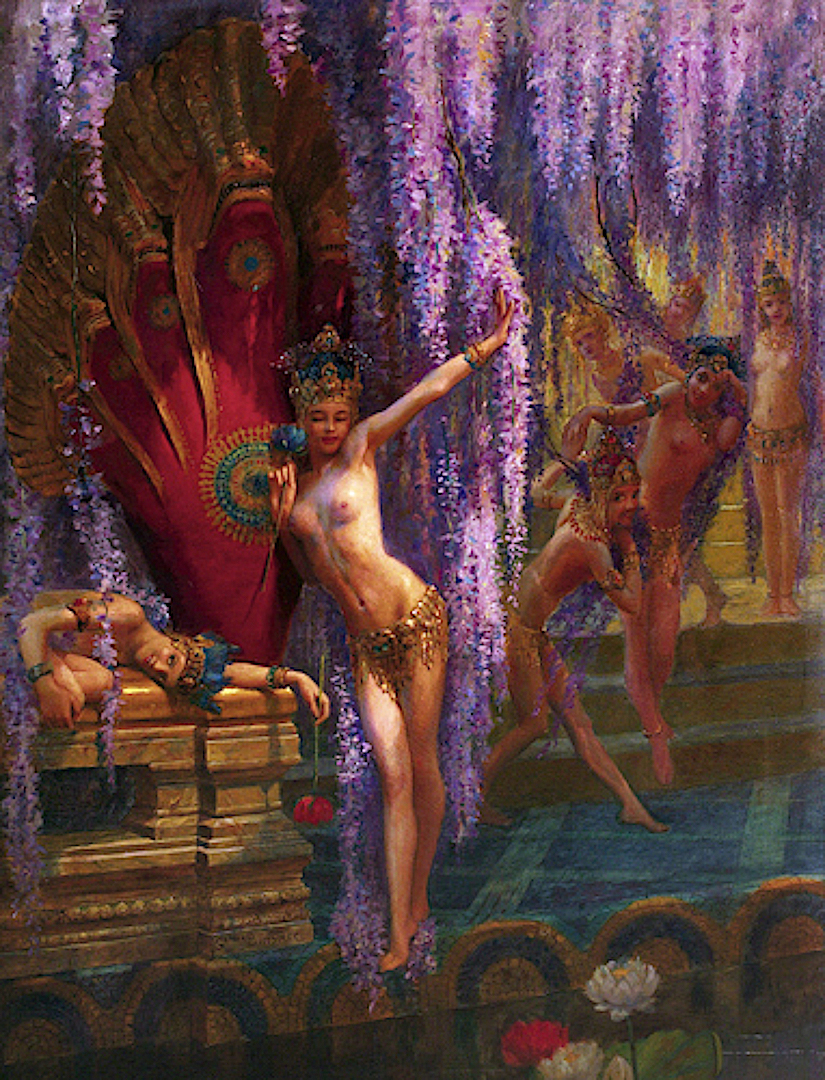
Danseuses exotiques (vers 1880), localisation inconnue.
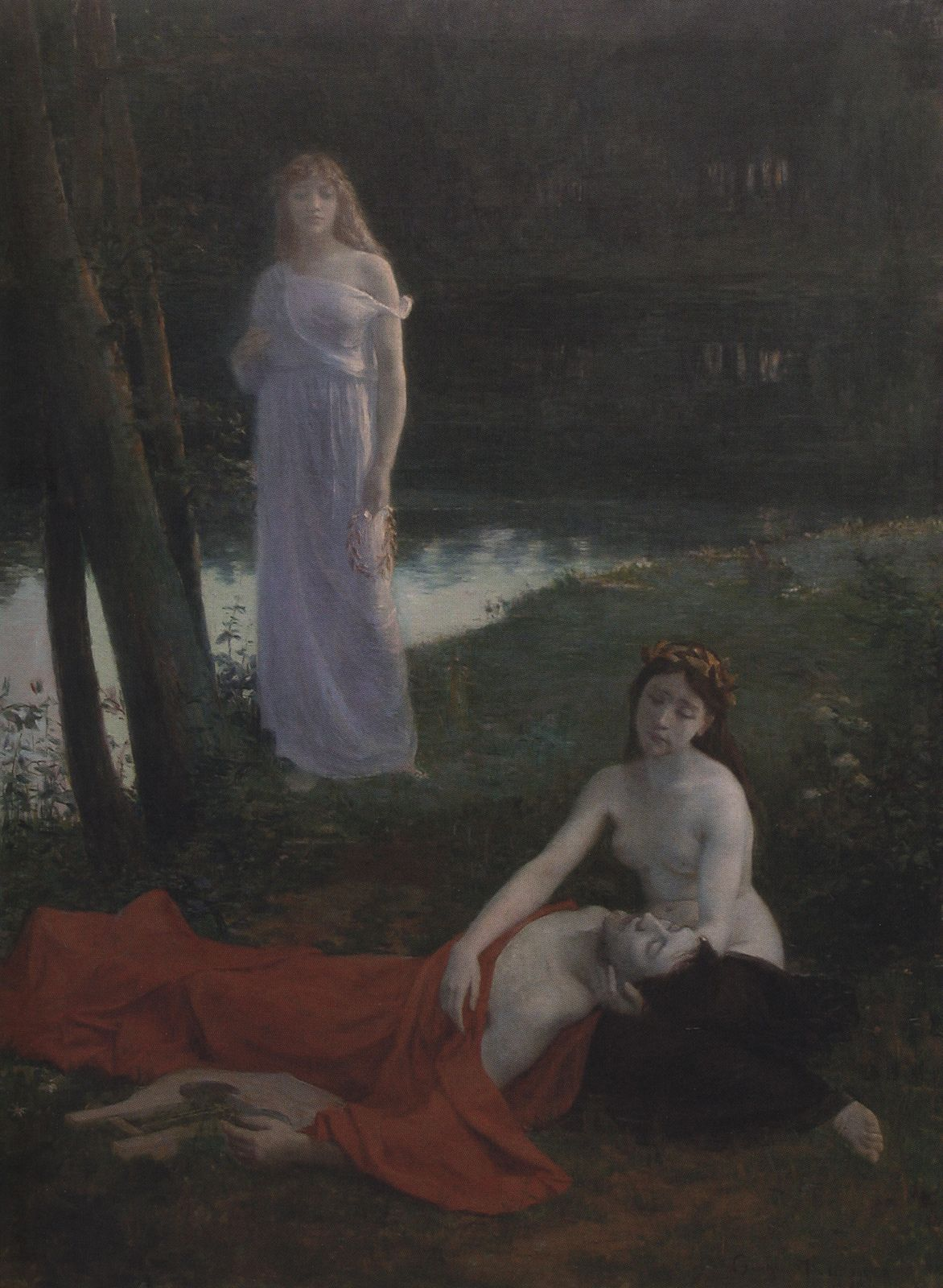
La Gloire (Orphée) (1890), Mâcon, musée des Ursulines.
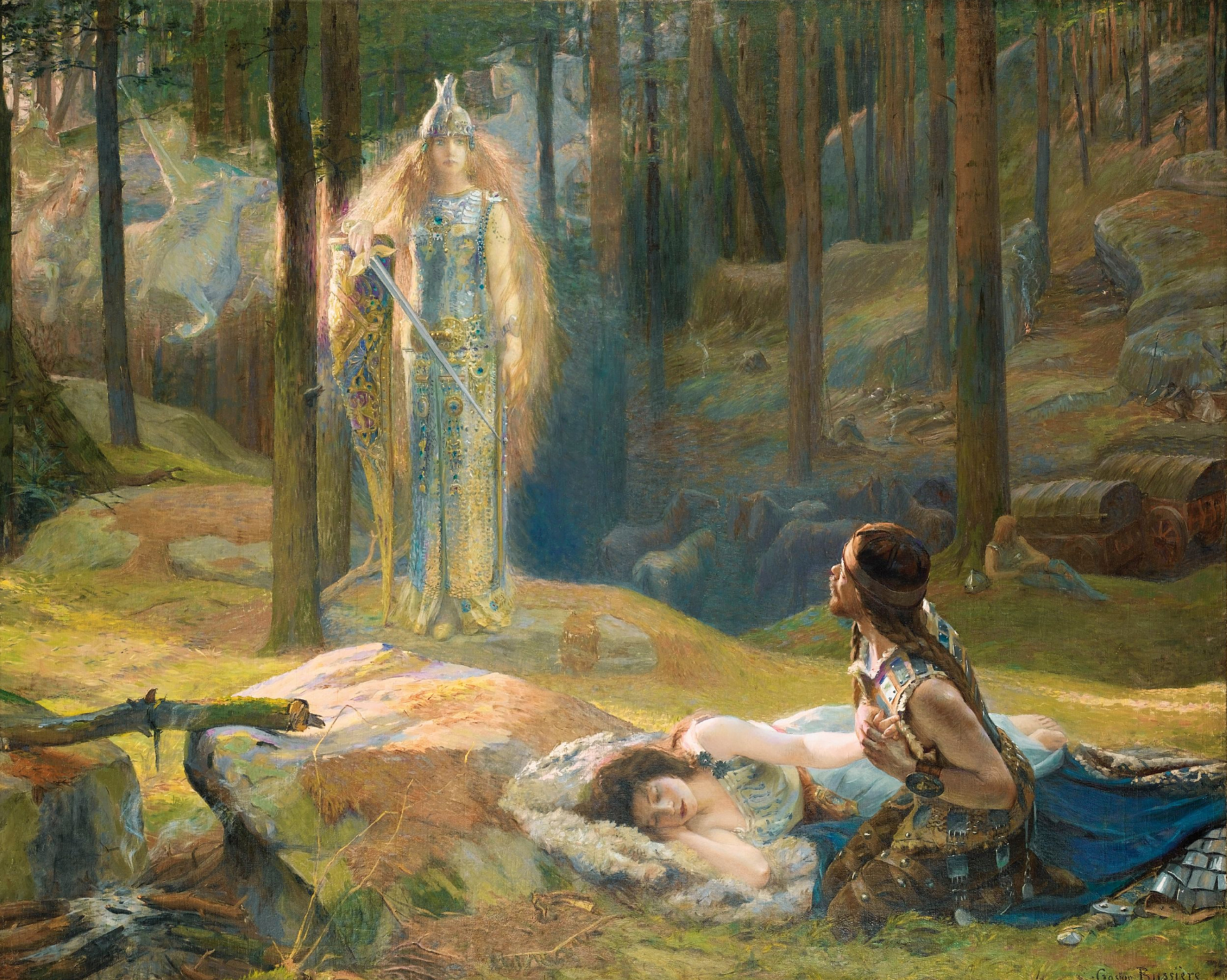
La Révélation (1894), Cherbourg-en-Cotentin, musée Thomas-Henry.
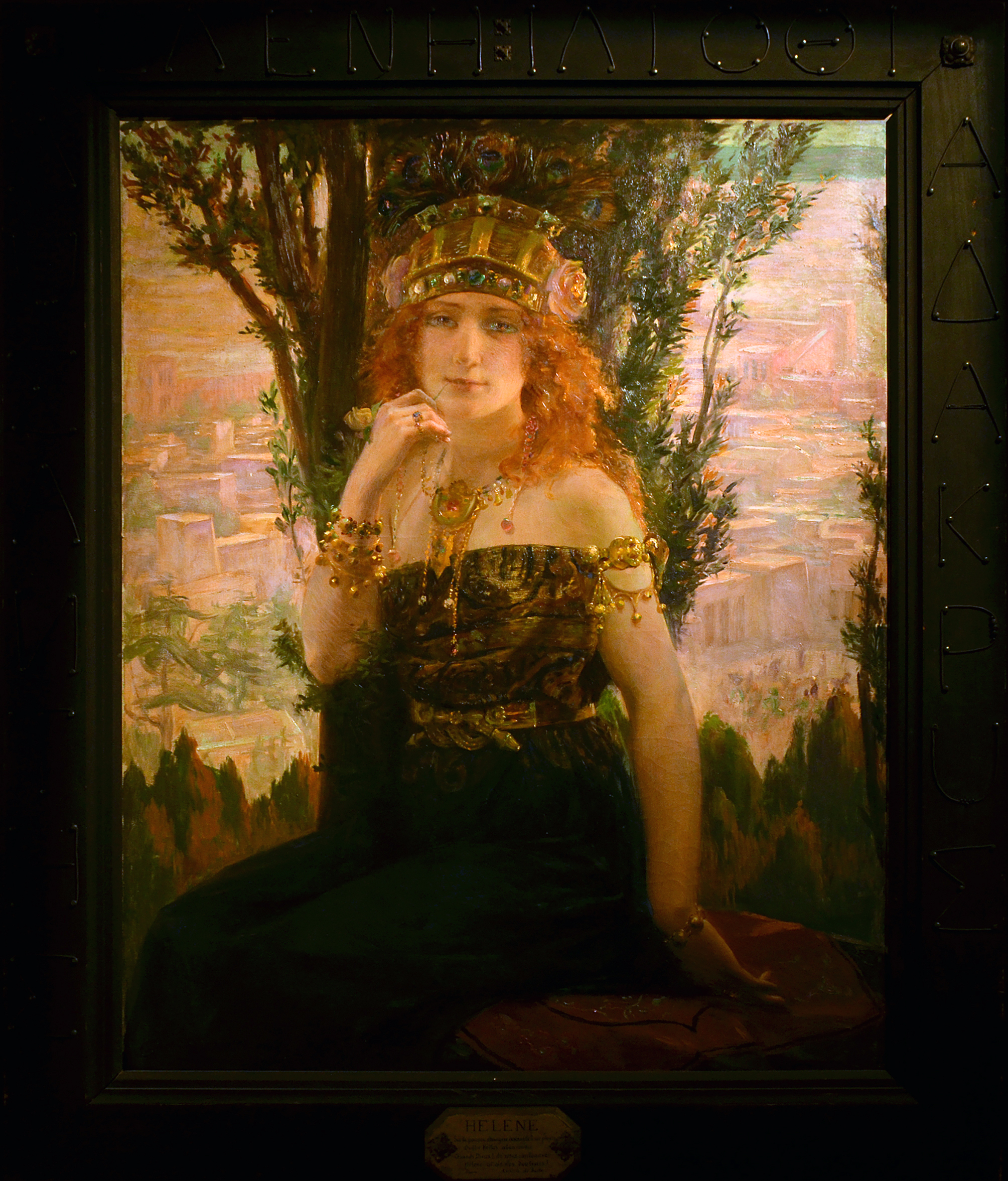
Hélène de Troie (1895), Mâcon, musée des Ursulines.
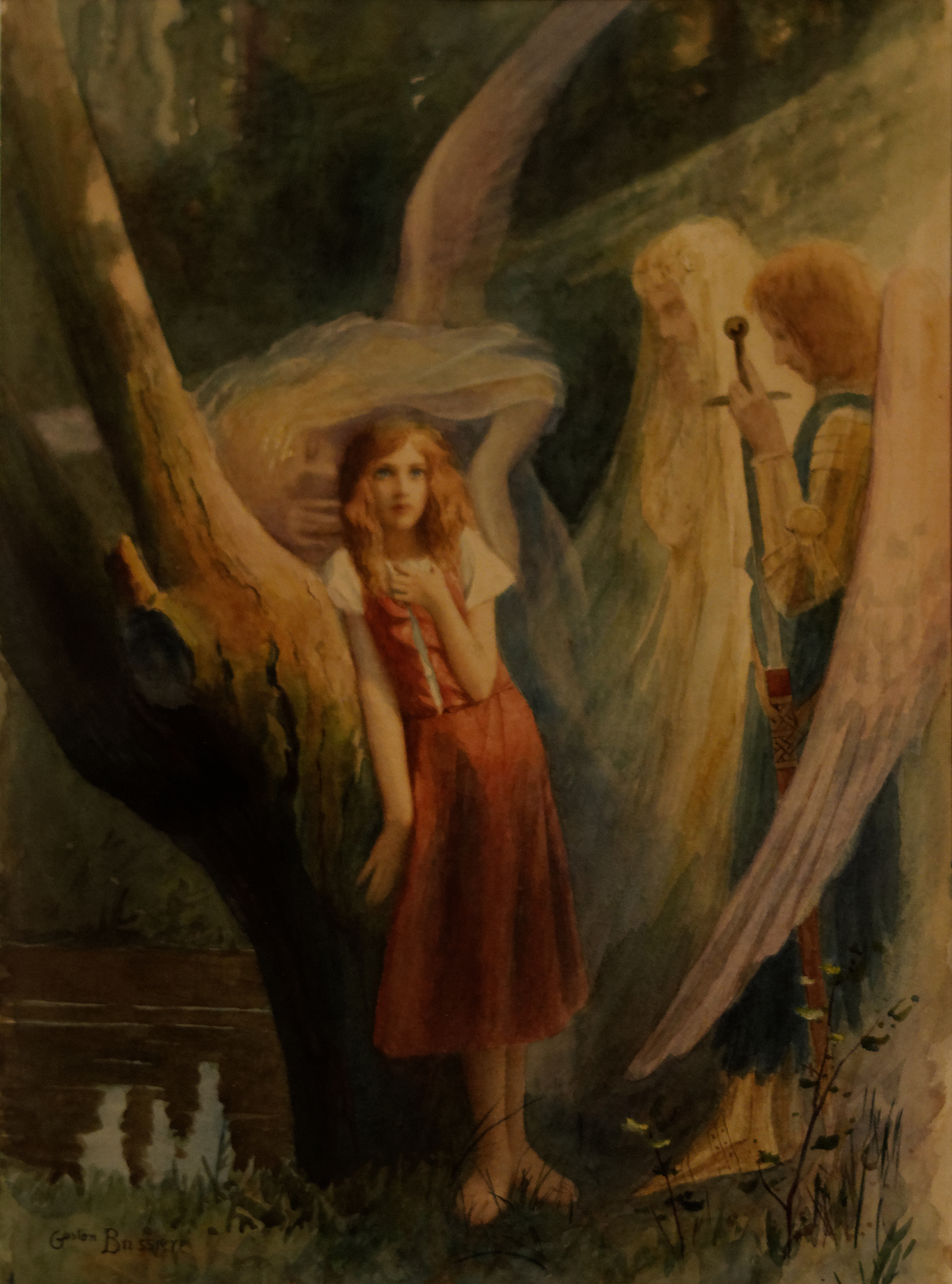
Jeanne d'Arc, la Prédestinée (entre 1908 et 1911), Mâcon, musée des Ursulines.
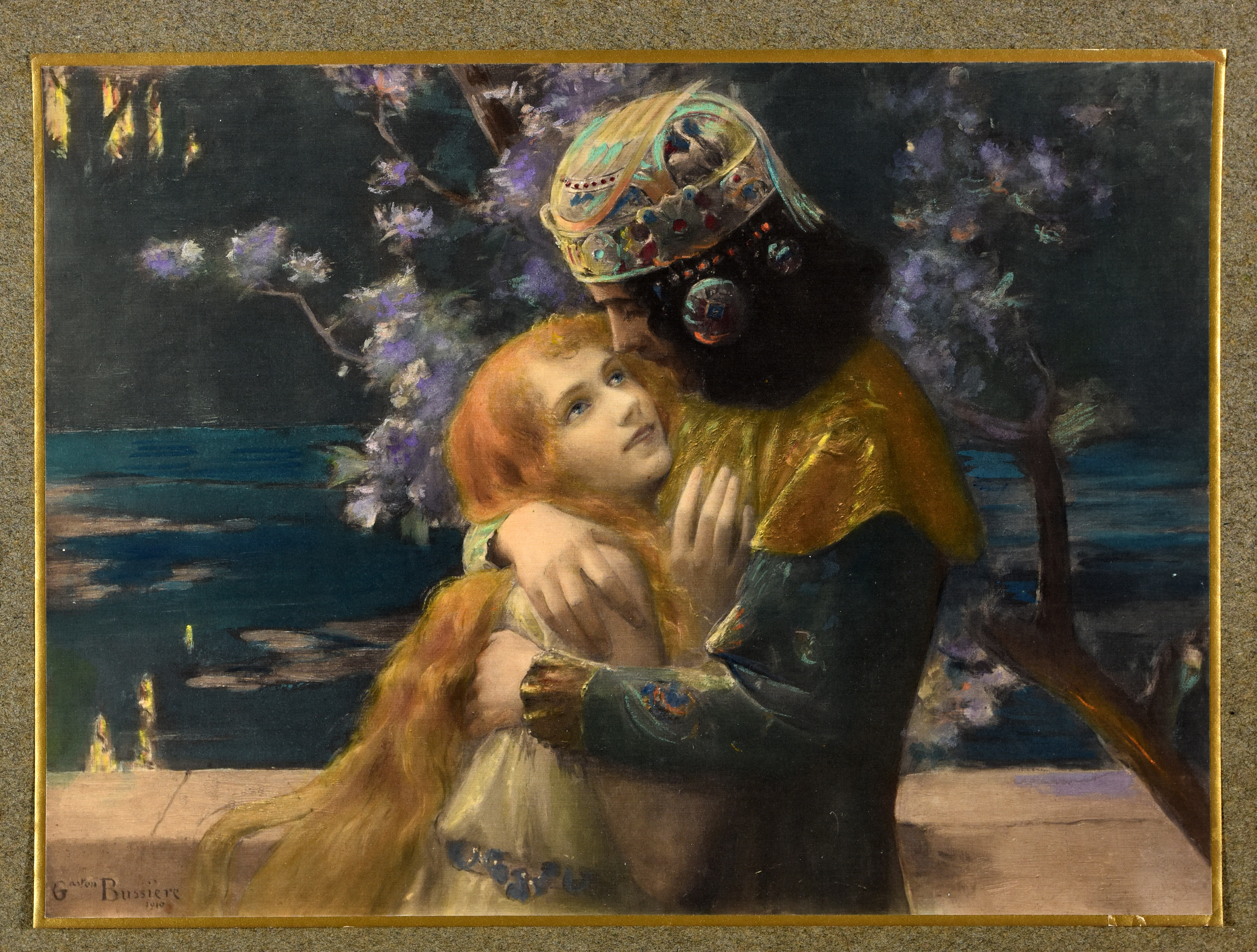
Elsa et Lohengrin (1910), Mâcon, musée des Ursulines.
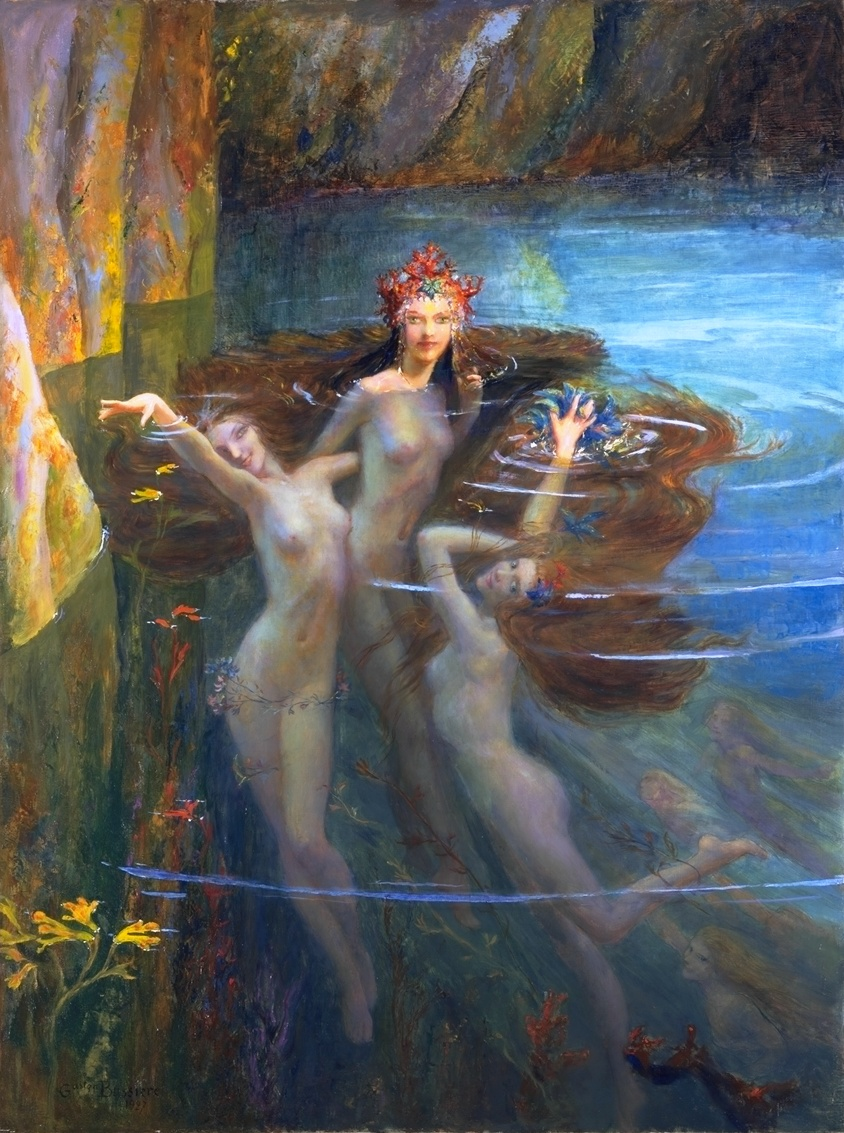
Les Néréides (1927), localisation inconnue.
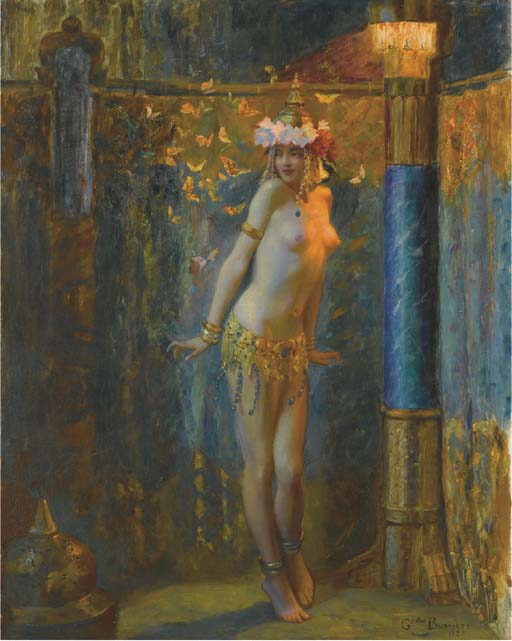
La Danse de Salomé ou Les papillons d'or (1928), localisation inconnue.
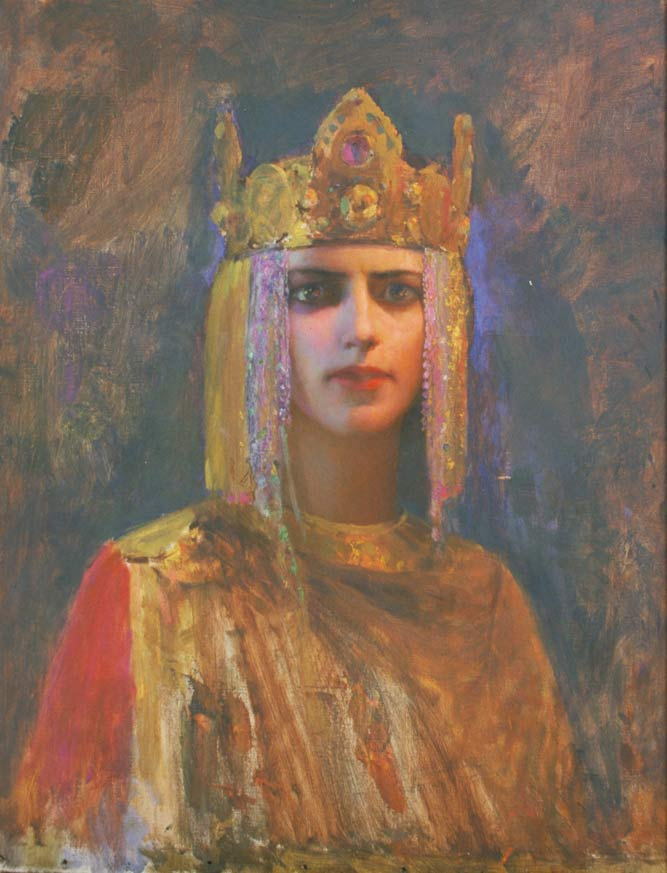
Yseult la blonde, Mâcon, musée des Ursulines.
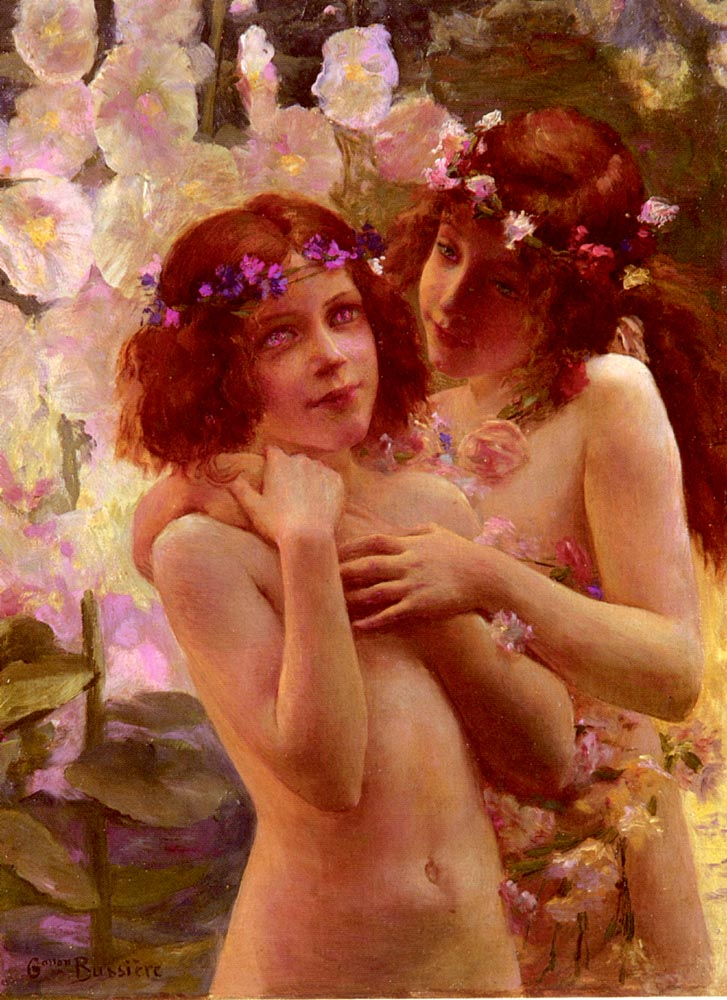
Deux enfants aux couronnes de fleurs, localisation inconnue.

## Distinction
- Chevalier de la Légion d'honneur (3 février 1917)[4]